# ネオン・フィルハーモニック
ネオン・フィルハーモニック（The Neon Philharmonic）は、ソングライターで指揮者のタッパー・ソーシーと歌手のドン・ガントが率いたアメリカのサイケデリック・ポップ／ソフトロックバンドである。

## 概要
1969年に2枚のアルバム（『The Moth Confesses』とセルフ・タイトルの『The Neon Philharmonic』）をリリースし、「Morning Girl」でビルボードホット100チャートのトップ20ヒットを記録した。どちらのアルバムも、ナッシュビル交響楽団をフィーチャーしたもので、その年の5月にトップ40に入り、ビルボードで17位、キャッシュボックスチャートで15位まで上昇した。1970年に「Heighdy-Ho Princess」で再びチャートを賑わせた。グループのプロデュースはソーシー、ガント、ボブ・マクラスキー、エンジニアはドンの弟であるロナルド・ガントが担当した。グループは、アルバム以外のシングルを数多くリリースした後、1975年に解散した。ファーストアルバムには「ボルヘスよ永遠に！」と書かれていたが、グループのコンサートマスターは本当はピエール・メナードという名前で、ホルヘ・ルイス・ボルヘスの物語「キホーテの作者ピエール・メナード」にちなんだものではなく、ソーシーはそのつながりを意識していなかった。
グループの作品の大部分は、ワーナー・ブラザーズ／セブン・アーツ・レコードからリリースされた。1972年、彼らはTRXレコードに移籍し、「Annie Poor」/「Love Will Find a Way」というシングルを制作したが、その後、グループは解散してしまった。ネオン・フィルハーモニックの名前はプロデューサーのデヴィッド・カッスルに売却され、彼はMCAレコードとロンドン・レコードから追加のシングルをリリースした。少なくとも1曲のSaussyの曲「Making Out the Best I Can」はこのグループによって録音され、Ronald Gantがエンジニアを務めた。その裏面に収録された、レイ・ウィリアムズとロン・デマンズが書いた「So Glad You're a Woman」（MCA-40158 (MC 4810), 1975）と共に、楽器編成はシンセサイザー、ギター、ドラムスに限られていた。これらの後発のシングルは、オリジナル・グループとの他の接点はない。
デヴィッドの弟であるショーン・キャシディが1976年に「Morning Girl, Later」（単に「Morning Girl」というタイトル）のカバーバージョンを制作し、アメリカではチャートインしなかったが、オランダ、ベルギー、ドイツでは良い成績を収めた。この曲はレターメンによってカヴァーされた。
なお、1980年代から1990年代にかけて、多くのクラシック曲を同様のスタイルでメドレーにアレンジし、ウォルター・マーフィーの「ベートーヴェンの5番」をカバーしたドイツのグループ「ネオン・フィルハーモニー・オーケストラ」と混同してはならない。

## ディスコグラフィー

### アルバム
- The Moth Confesses WS-1769 (January 1969)
- The Neon Philharmonic WS-1804 (September 1969)
- Brilliant Colors: The Complete Warner Bros. Recordings  (2003)

### シングル

#### Warner Bros.
- "Morning Girl" / "Brilliant Colors" (Mono single versions) No. 7621 (January 1969) US Billboard Hot 100 #17, #2 Canada
- "No One Is Going to Hurt You" / "You Lied" (Mono single versions) No. 7311 (July 1969)
- "Clouds" / "Snow" No. 7355 (November 1969)
- "Heighdy-Ho Princess" / "Don't Know My Way Around My Soul" No. 7380 (March 1970)
- "Flowers for Your Pillow" / "To Be Continued" No. 7419 (July 1970)
- "Something to Believe In" / "A Little Love" No. 7457 (January 1971)
- "Got a Feelin' in My Bones" / "Keep the Faith in Me" No. 7497 (May 1971)

追加で「Better Times」「Jody」「Letters Crossing」の3曲が1970年秋ごろに録音され、2003年のコレクションまで未発表のままだった模様。

#### TRX
- "Annie Poor" / "Love Will Find a Way" (TRX T-5039, 1972)

#### MCA
- "So Glad You're a Woman" / "Making Out the Best I Can" (MCA-40158 (MC 4810), 1975)

#### London
- "Long Distance Love Affair" / "Making Out The Best I Can" (L.2577)
- "So Glad You're A Woman" / "Making Out The Best I Can" (L.2584)
- "Bright Lights, Hard Nights" / "She Looked Like A Woman To Me" (L.2598)
- "Lovin' You" / "Don't Look Back" (L.2608)
- "Twice As Strong" / "Don't Look Back" (L.2636)

## References
1. 1 2 3  Colin Larkin, ed (1993). The Guinness Who's Who of Country Music (First ed.). Guinness Publishing. p. 287. ISBN 0-85112-726-6
2. ↑  “INFINITY CHARTS: German Top 20”. Ki.informatik.uni-wuerzburg.de. 2020年4月29日閲覧。
3. ↑  Duxbury, Janell R. (2001). Rockin' the Classics and Classicizin' the Rock:: A Selectively Annotated Discography: Second Supplement. Xlibris. p. 158. ISBN 9781462807369 2017年2月16日閲覧。